# Taraxacum marklundii
Taraxacum marklundii — вид рослин з родини айстрових (Asteraceae), поширений у Європі.

## Поширення
Поширений у Європі (у т. ч. Україні) крім центрального півдня та крайньої півночі.